# Abensberg (Altdorf)
Abensberg, Randsiedlung von Pfettrach, ist ein Gemeindeteil des niederbayerischen Marktes Altdorf im Landkreis Landshut.

## Geschichte
Zwischen Abensberg und dem angrenzenden Ganslberg wurden viele prähistorische Funde gesichtet, unter anderem befindet sich dort eine Keltenschanze.
Die Siedlung liegt auf einem Ausläufer einer Gletscher-Endmoräne, die als Hügelkette im Pfettrachtal erkennbar ist. Schon zu Beginn der Siedlerzeit wurde dort Wein angebaut. Der Abensberg wurde erst 1970 durch eine Wohnsiedlung erschlossen. Bis dahin existierte lediglich ein Einödhof, das Abensbergergütl.